# Цвета Рангелова
Цвета Валентинова Рангелова е българска адвокатка и политик от партия „Възраждане“. Народен представител в XLVIII народно събрание.

## Биография
Цвета Рангелова е родена на 22 октомври 1976 г. в град Видин, Народна република България. От 1995 г. живее в Благоевград. Завършва висше образование със специалност „Право“ в ЮЗУ „Неофит Рилски“. От 2001 г. е адвокат, член на Адвокатска колегия – Благоевград.

## Политическа дейност

### Парламентарни избори през 2022 г.
На парламентарните избори през 2022 г. е кандидат за народен представител от листата на партия „Възраждане“, 2-ра в 1 МИР Благоевград. Избрана е за народен представител.